# 北山町 (西宮市)

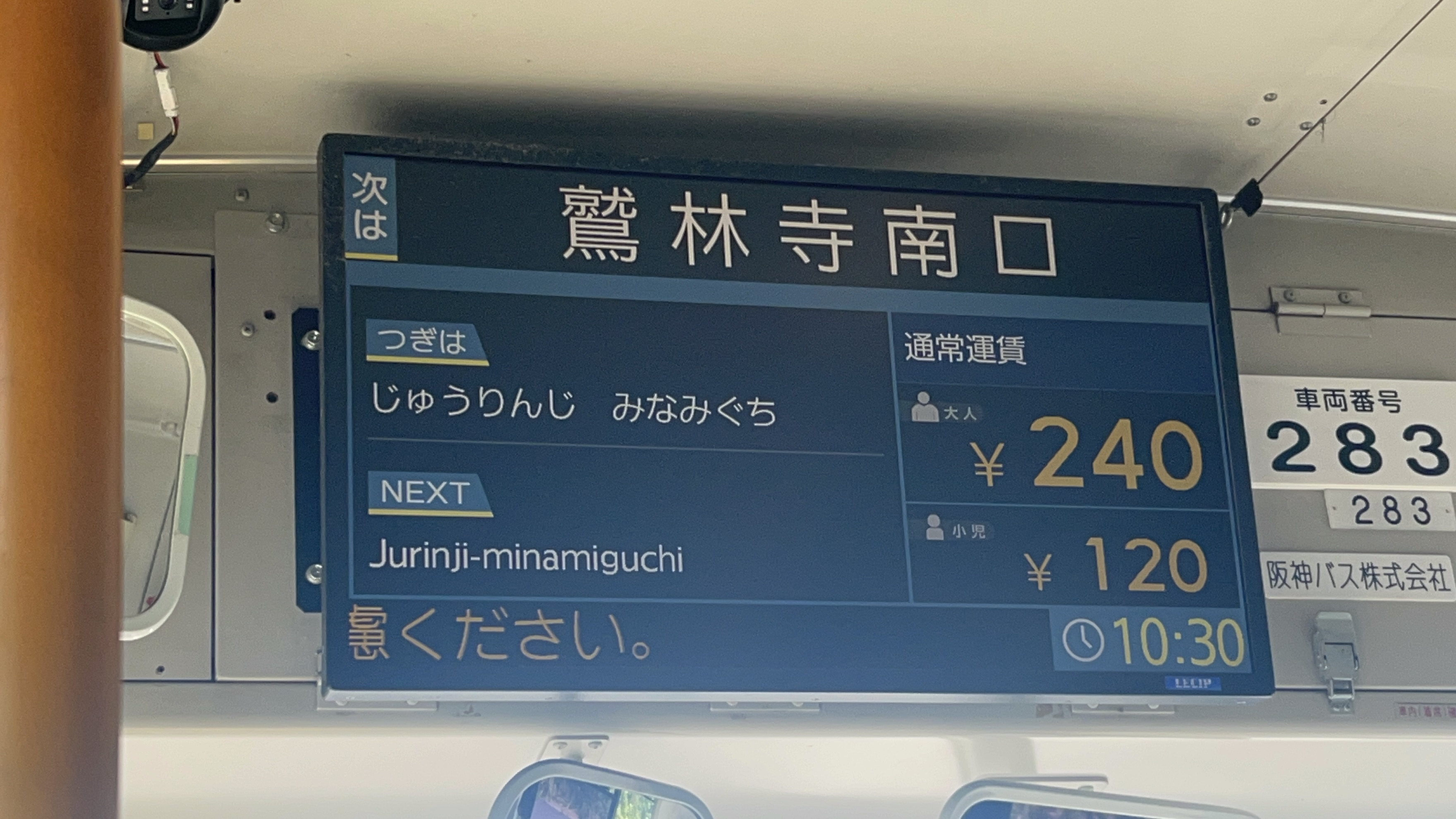
阪神バス鷲林寺南口停留所案内

北山町（きたやまちょう）は、兵庫県西宮市にある町丁。丁目はない。郵便番号は662-0091。座標: 北緯34度45分53.071秒 東経135度19分03.298秒 / 北緯34.76474194度 東経135.31758278度

## 地理
東は甲陽園目神山町、甲陽園西山町、西は剣谷町、鷲林寺南町、南は甑岩町、北は鷲林寺と隣接している。

## 交通

### 鉄道
鉄道は走っていない。

### バス
| 路線名   | 業者     | 起点   | 町内の停留所                   | 終点   |
| -------- | -------- | ------ | ------------------------------ | ------ |
| 鷲林寺線 | 阪神バス | (環状) | (鷲林寺町)-鷲林寺南口-(柏堂町) | (環状) |

## 校区
出典:
| 区域 | 小学校       | 中学校       |
| ---- | ------------ | ------------ |
| 全域 | 苦楽園小学校 | 苦楽園中学校 |

## 施設
- 北山緑化植物園
- 夫婦岩